# الکسی انتوخین
الکسی انتوخین (اوکراینی: Олексій Володимирович Антюхін؛ زادهٔ ۲۵ نوامبر ۱۹۷۱) بازیکن فوتبال اهل اتحاد جماهیر شوروی سوسیالیستی است.
از باشگاه‌هایی که در آن بازی کرده‌است می‌توان به باشگاه فوتبال تورپیدو زاپروژیا، باشگاه فوتبال متالورگ زاپروژیا، باشگاه فوتبال تاوریا سیمفروپول، باشگاه فوتبال دینامو استاوروپول، باشگاه فوتبال چرنومورتس نووراسییسک، باشگاه فوتبال دینامو کی‌یف، باشگاه فوتبال الیستا، و باشگاه فوتبال فورسکلا پولتاوا اشاره کرد.
وی همچنین در تیم ملی فوتبال اوکراین بازی کرده‌است.